# Ryan Lamb
Ryan Lamb (Gloucester, 18 maggio 1986) è un ex rugbista a 15 inglese, che giocava nel ruolo di mediano d'apertura.